# Ip Man 2
Ip Man 2 (ou Ip Man 2: Legend of the Grandmaster) (bra: O Grande Mestre 2) é um filme de artes marciais vagamente baseado na vida de Yip Man, um grande mestre da arte marcial Wing Chun. Sequência do filme de 2008, O Grande Mestre, foi dirigido por Wilson Yip, e Donnie Yen, que reprisa o papel principal. Continuando após os eventos do filme anterior, a sequela centra-se em movimentos de Ip em Hong Kong, que está sob o domínio colonial britânico. Ele tenta propagar sua disciplina de Wing Chun, mas enfrenta concorrência de outros profissionais, incluindo o mestre local de artes marciais do estilo Hung Ga.
Trata-se do segundo filme da série de filmes "Ip Man". Ele estreou em Pequim em 21 de Abril de 2010, e foi lançado em Hong Kong em 29 de abril de 2010. O filme foi recebido com críticas positivas, em particular elogios pela histórias do filme e a presença do coreógrafo de artes marciais Sammo Hung. O filme arrecadou mais de HK $ 13 milhões em seu fim de semana de abertura, imediatamente superando bruta abertura fim de semana de Ip Man. Durante sua temporada teatral, Ip Man 2 trouxe mais de HK $ 43 milhões no mercado interno, e sua bruta teatral doméstica tornou a maior bilheteria de Hong Kong lançado durante o primeiro semestre de 2010. No total, Ip Man 2 arrecadou estimados  49 milhões de dólares  em todo o mundo. Este montante não inclui as vendas de DVD de sucesso em todo Estados Unidos, Ásia e Europa.

## Elenco

### Principal
- Donnie Yen como Ip Man (葉 問), o único praticante da arte marcial Wing Chun. Ele chega em Hong Kong com sua família durante os anos 1950 para viver lá e criar uma escola de Wing Chun.
- Sammo Hung como Hung Chun-nam (洪震南), um mestre Hung Ga que sofre de asma. Inicialmente, ele é inimigo de Ip Man, mas mais tarde se torna seu amigo.
- Huang Xiaoming como Wong Leung (黃 梁), primeiro aluno de Ip Man. Este personagem é baseado em Wong Shun Leung (um artista marcial chines de Hong Kong que estudou wing chun kung fu sob Yip Man).
- Lynn Hung como Cheung Wing-sing (張永成), a esposa de Ip Man.
- Simon Yam como Chow Ching-Chuen (周清泉), amigo de Ip Man que apareceu no primeiro filme. Ele perambula pelas ruas de Hong Kong como um mendigo com seu filho.
- Darren Shahlavi como Taylor "The Twister" Miler, um campeão de boxe britânico. Seu apelido chinês é "Whirlwind" (龍捲風).

### Apoio
- Li Chak como Ip Chun, filho de Yip Man.
- AshTon Chen como Tsui Sai-Cheong, estudante de Ip Man.
- Kent Cheng como Fatso (肥 波), um policial sob Superintendente Wallace. Ele também é amigo próximo de Hung Chun-nam.
- Dennis como Cheng Wai-kei (鄭偉基), um líder de gangue e estudante de Hung Chun-nam
- Ngo Ka-nin como Leung Kan (梁 根), o editor-chefe de uma agência de notícias cujo pai era da mesma cidade que Ip Man.
- Louis Fan como Kam Shan-Chau (金山 找), um artista marcial e ladrão do primeiro filme que tem emendado seus caminhos.
- Calvin Chen como Chow Kwong-yiu (周光耀), o filho de Chow Ching-Chuen. Ele cuida de seu incapacitado pai enquanto trabalha na agência de notícias Leung Kan.
- Charles Mayer como Wallace, também um homem racista, corrompido superintendente da polícia e Fatso do superior.
- Lo Mang como Lei Master (羅 師傅), um mestre macaco Kung Fu.
- Fung Hak-on como Mestre Cheng (鄭 師傅), um mestre baguazhang.
- Brian Burrell como o emcee e tradutor da partida.
- Jean Favie como o juiz que mudou as regras do jogo.